# Fontaines (Saône-et-Loire)
Fontaines település Franciaországban, Saône-et-Loire megyében. Lakosainak száma 1845 fő (2022. január 1.). Fontaines Rully, Mellecey, Chagny, Farges-lès-Chalon, Lessard-le-National, Mercurey és Fragnes-La Loyère községekkel határos.

## Népesség
A település népességének változása:
| Lakosok száma | 1941 | 1952 | 2315 | 1948 | 1902 | 1877 | 1853 | 1845 | 1845 |
|               | 2013 | 2015 | 2016 | 2017 | 2018 | 2019 | 2020 | 2021 | 2022 |